# En el nom del pare
En el nom del pare (títol original en anglès In the Name of the Father) és una pel·lícula irlandeso-britànica de 1993 dirigida per Jim Sheridan. S'ha doblat i subtitulat al català.
La història està basada en fets reals. Aquesta pel·lícula compromesa, que retrata la crònica d'un error de la justícia, és una de les més destacades de la carrera de Jim Sheridan. Va rebre l'Os d'Or en el Festival Internacional de Cinema de Berlín el 1994 i va ser nomenat set vegades per l'Oscar. La pel·lícula és una crítica virulenta i intransigent del sistema judicial britànic arran dels atemptats de l'IRA en la dècada de 1970. La pel·lícula reuneix Daniel Day-Lewis interpretant el paper de Gerry Conlon, Pete Postlethwaite en el paper del pare, Giuseppe Conlon, i Emma Thompson en el paper de l'advocada Gareth Peirce.

## Argument
Belfast, 1974. A l'atur, Gerry Conlon viu de petits furts. Un dia, volent escapar d'un control, crida involuntàriament l'atenció dels soldats britànics a prop d'un amagatall de l'IRA. Enutjats, els militants irlandesos amenacen de mutilar-lo. Gerry marxa cap a Londres amb el seu amic Paul, i s'instal·la a casa d'un parell de hippies. Però la nit del 5 d'octubre de 1974, a Guildford (Surrey), un suburbi de Londres, mentre que Paul i Gerry roben a una prostituta, dos pubs freqüentats per soldats són el blanc d'un atemptat Resultat: cinc morts. La població està en estat de xoc. A la policia li calen culpables perquè l'Estat i els ciutadans volen resultats ràpids. I aviat, Paul i Gerry són detinguts arran d'una denúncia. Gerry és interrogat per la policia a Londres que l'acusa d'instigar els atemptats de Guildford a compte de l'IRA. Gerry és sotmès a tortura física i psicològica. Els interrogatoris no acaben. Les mateixes preguntes es repeteixen i Gerry dona les mateixes respostes. Sota la pressió de la policia, Gerry signa la confessió sota tortura, que implica, no només Paul Hill, el seu amic de la infància, sinó el parell de hippies - tots quatre són anomenats els Quatre de Guildford - i diversos membres de la seva família inclòs el seu propi pare.
El drama en el qual la família s'enfonsa contrasta amb el fet que cap dels policies en qüestió en aquest cas ha estat condemnat. I que els autors de l'atemptat són encara a la presó sense haver estat jutjats.

## Anàlisi
El llargmetratge és una immersió en l'infern irlandès a través d'un personatge trencat per la injustícia.
Interrogatoris, inculpació de la família en ple, condicions d'empresonament (pare i fill a la mateixa cel·la a la mateixa presó que el veritable culpable), desenllaç feliç que es produeix en un cop de sort fortuït. El director s'embolica en les relacions pare-fill. Pel que fa a la interpretació dels actors, la de Daniel Day-Lewis, va ser acollida amb satisfacció per la professió pel seu paper de Gerry Conlon (va ser nominat a l'Oscar per aquest paper). Aguanta tota la pel·lícula sobre les seves espatlles, sense oblidar-se dels secundaris. Peter Postlewaite (Giuseppe) fa una interpretació emotiva i Emma Thompson exerceix perfectament el paper d'una advocada implicada, que no para per descobrir la veritat, per no esmentar l'inspector interpretat per Corine Redgrave, que busca tapar per tots els mitjans, el seu "excessiu zel".

## Repartiment
- Daniel Day-Lewis: Gerry Conlon
- Pete Postlethwaite: Giuseppe Conlon
- Emma Thompson: Gareth Peirce
- Beatie Edney: Carole Richardson
- John Lynch: Paul Hill
- Corin Redgrave: Robert Dixon
- Mark Sheppard: Paddy Armstrong
- Marie Jones: Sarah Conlon
- Joe McPartland: Charlie Burke
- Jonathan Ryan: el governador escocès
- Daniel Massey: Perseguidor

## Premis i nominacions

### Premis
- 1994: Os d'Or al Festival Internacional de Cinema de Berlín
- 1994: Premi David di Donatello a la millor pel·lícula estrangera

### Nominacions
- 1994: Oscar a la millor pel·lícula
- 1994: Oscar al millor director per Jim Sheridan
- 1994: Oscar al millor actor per Daniel Day-Lewis
- 1994: Oscar al millor actor secundari per Pete Postlethwaite
- 1994: Oscar a la millor actriu secundària per Emma Thompson
- 1994: Oscar al millor guió adaptat per Terry George i Jim Sheridan
- 1994: Oscar al millor muntatge per Gerry Hambling
- 1994: Globus d'Or a la millor pel·lícula dramàtica
- 1994: Globus d'Or al millor actor dramàtic per Daniel Day-Lewis
- 1994: Globus d'Or a la millor actriu secundària per Emma Thompson
- 1994: Globus d'Or a la millor cançó original per Bono, Gavin Friday i Maurice Seezer amb "(You Made Me the) Thief of Your Heart"
- 1994: BAFTA al millor actor per Daniel Day-Lewis
- 1994: BAFTA al millor guió adaptat per Terry George i Jim Sheridan